# Serie B 1949-1950 (pallacanestro femminile)
La Serie B 1949-1950 è stata la quarta edizione del secondo livello del campionato italiano di pallacanestro femminile, la prima dopo l'interruzione bellica.

## Girone D

### Classifica
|  | Pos. | Squadra                | Pt | G | V | N | P | PtF | PtS |
|  | ---- | ---------------------- | -- | - | - | - | - | --- | --- |
|  | 1.   | CUS Roma               | 10 | 6 | 5 | 0 | 1 | -   | -   |
|  | 2.   | CUS Napoli             | 6  | 6 | 3 | 0 | 3 | -   | -   |
|  | 3.   | Savoia Termini Imerese | 5  | 6 | 2 | 1 | 3 | -   | -   |
|  | 4.   | Maurolico Messina      | 3  | 6 | 1 | 1 | 4 | -   | -   |

Legenda:
      Ammesso agli spareggi promozione.
      Retrocessa in Promozione 1950-1951.
Regolamento:
Due punti a vittoria, uno al pareggio, zero alla sconfitta.

## Girone finale

### Classifica
|  | Pos. | Squadra       | Pt | G | V | N | P | PtF | PtS |
|  | ---- | ------------- | -- | - | - | - | - | --- | --- |
|  | 1.   | Reyer Venezia | 11 | - | - | - | - | -   | -   |
|  | 2.   | Sandoz Milano | 7  | - | - | - | - | -   | -   |
|  | 3.   | Virtus Lucca  | 4  | - | - | - | - | -   | -   |
|  | 4.   | CUS Roma      | 2  | - | - | - | - | -   | -   |

Legenda:
      Promossa in Serie A 1950-1951.
Regolamento:
Due punti a vittoria, uno al pareggio, zero alla sconfitta.

## Verdetti
- Reyer Venezia campione di Serie B.
Serpellon, Abis M., Merlo, Urso, Abis E., Ortobelli, Vio, Scoccimarro, Penzo, Sartori[1].